# マイカーゴ航空
エアACT（Air ACT）として運航を行うACT航空（英語: ACT Airlines、トルコ語: ACT Havayolları ）は、トルコの貨物航空会社。貨物便として国際定期便並びにチャーター便の運航に加え、航空機リース（ドライ・ウェット共）も手がける。イスタンブールのサビハ・ギョクチェン国際空港を拠点空港とし、ヨーロッパではベルギーのリエージュ空港をハブ空港としている。旧名はマイカーゴ航空（MyCargo Airlines）。

## 歴史
2004年の設立後、2007年にSCATA（Supply Chain and Transport Awards）の貨物運送最優秀賞（貨物航空会社部門）を受賞した。同年、IATA安全運航監査を満たし、国際航空運送協会から国際安全運航認証書を取得した。
2011年、中国の海航集団が49%の株式を取得した。10月24日に買収は完了し、ブランド名をマイカーゴ航空に改めている。

## 機材
| 機種                  | 機数 |
| --------------------- | ---- |
| ボーイング747-400BDSF | 2    |
| ボーイング747-400F    | 1    |
| ボーイング747-400ERF  | 2    |

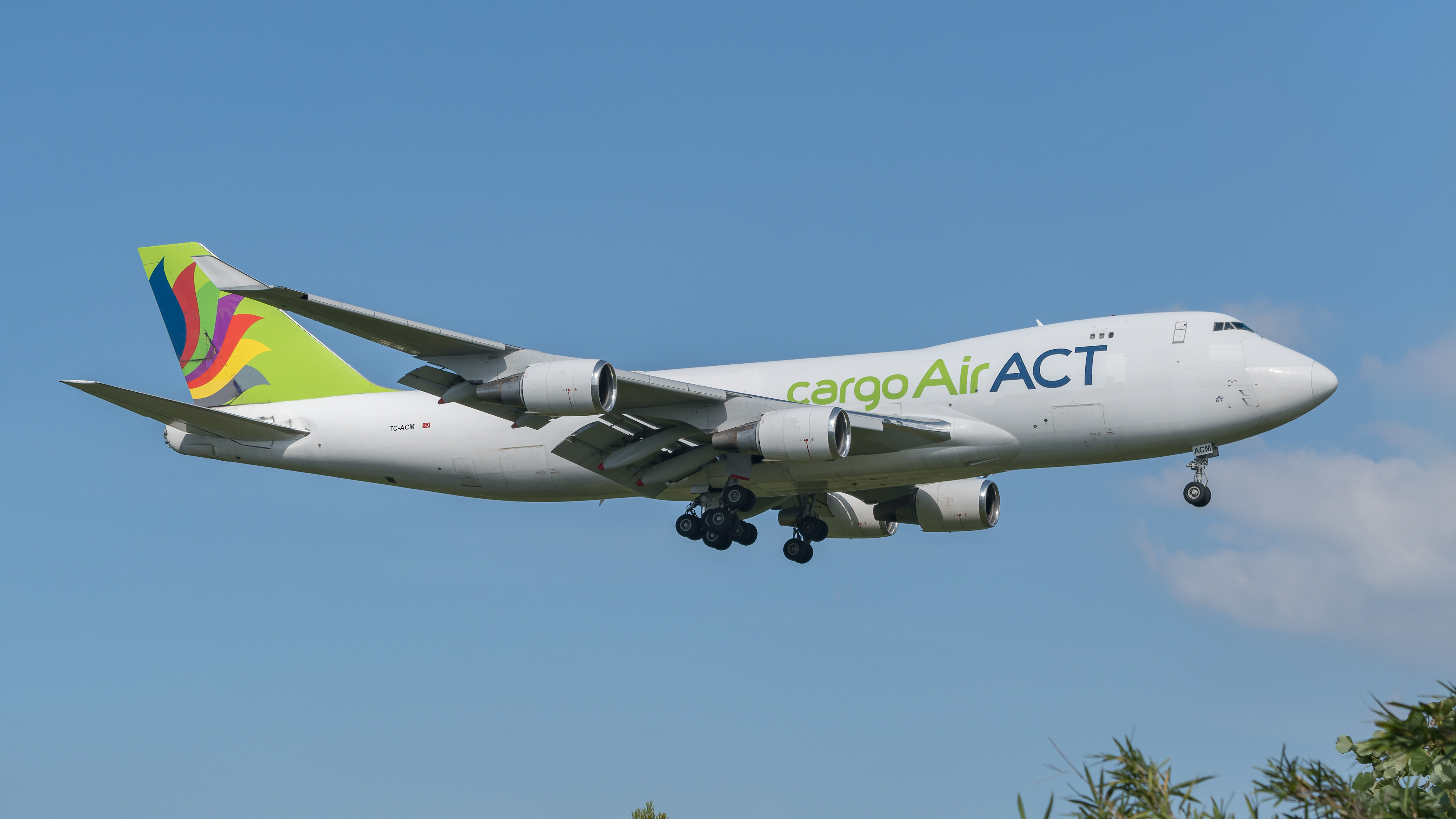
ボーイング747-400F

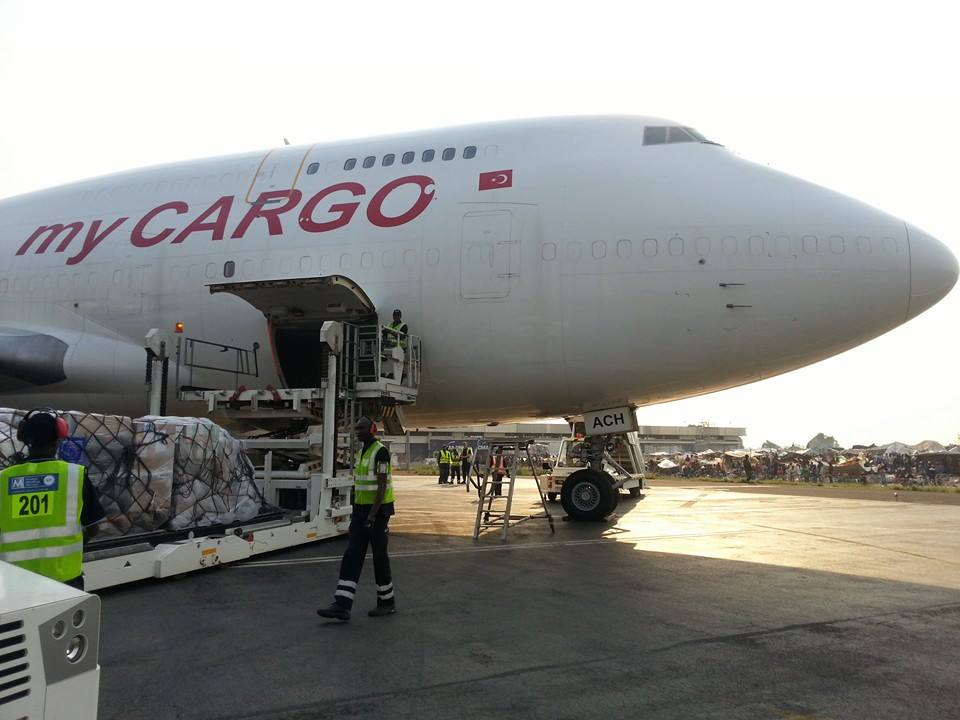
ボーイング747-400F

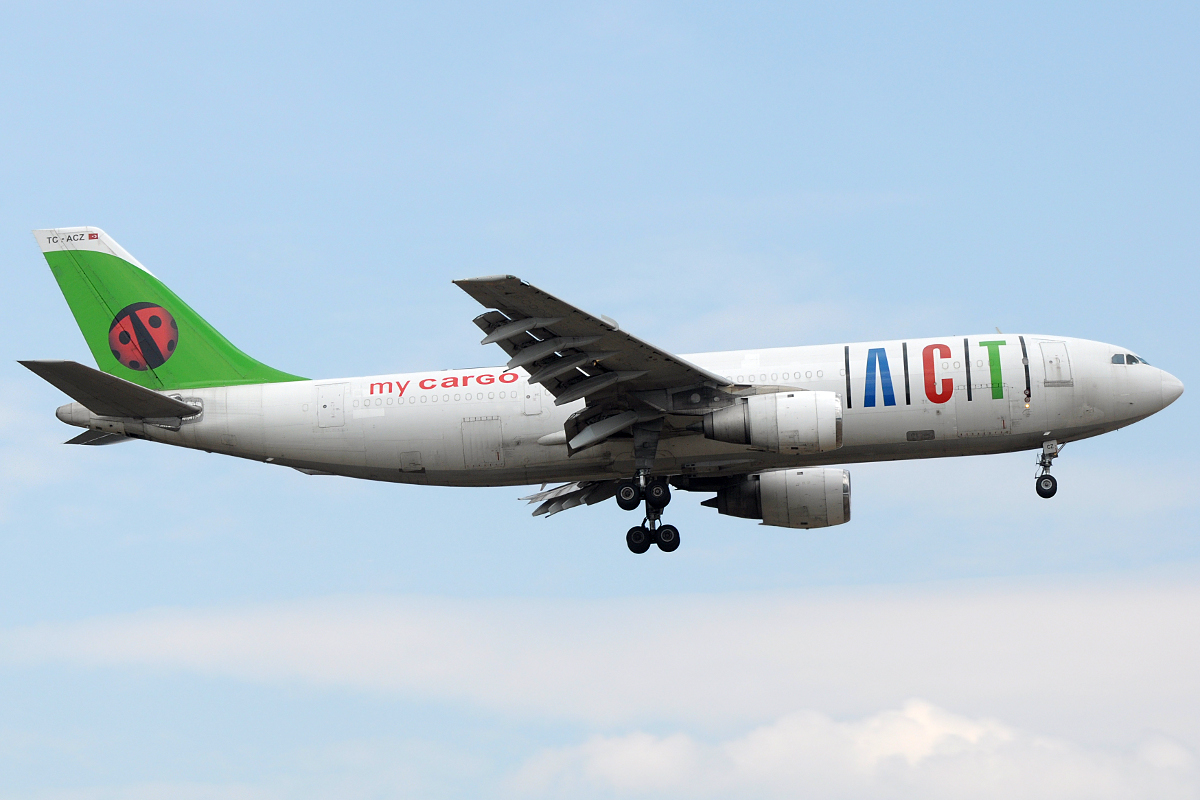
エアバスA300（退役済）

過去にエアバスA300を運航していたが、2010年に1機を失い、2013年に全機を手放している。

## 事故

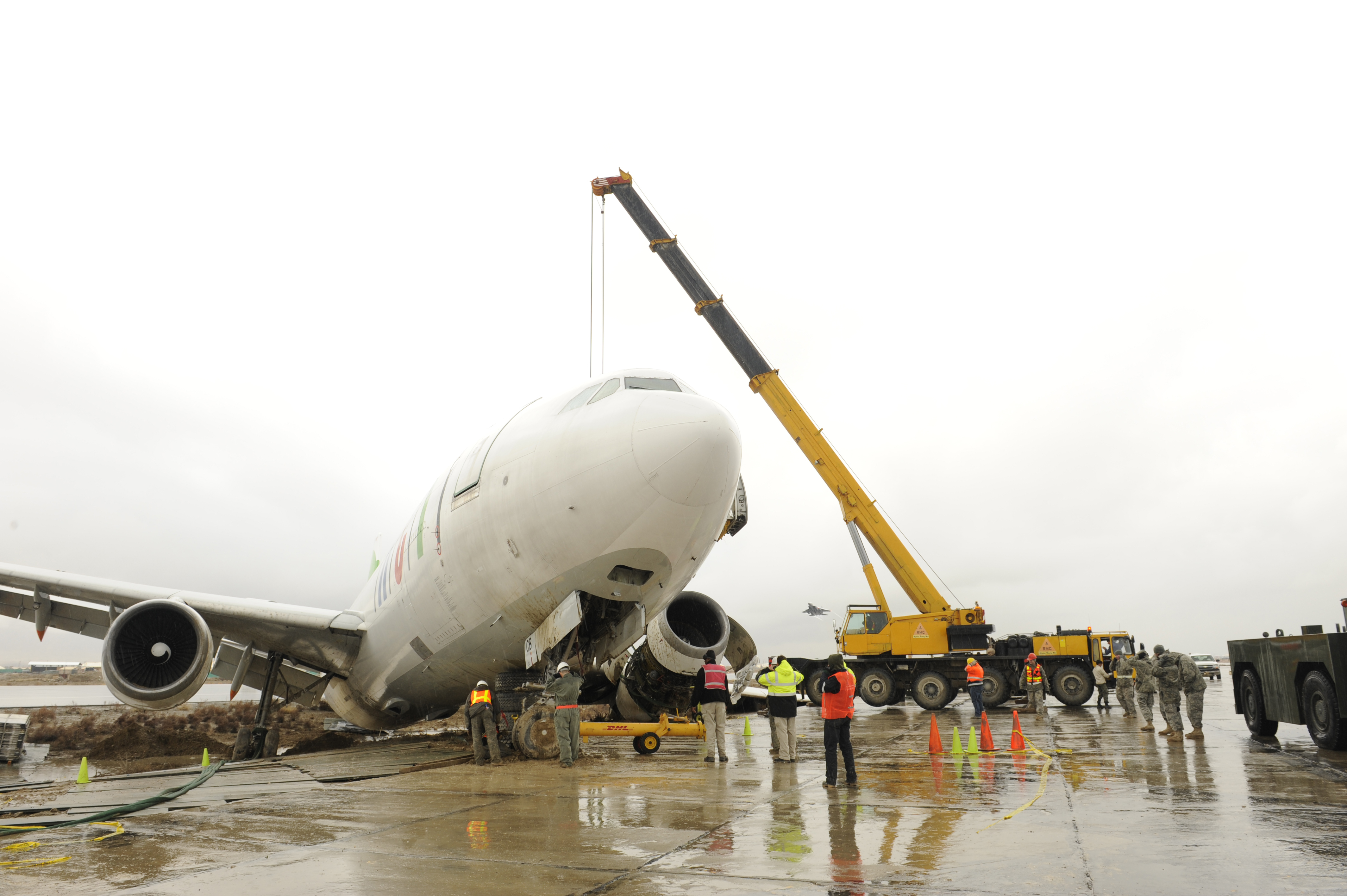
バグラムでの復旧作業

- 2010年3月1日、エアバスA300（機体記号TC-ACB）が、アフガニスタンのバグラム空軍基地への着陸時に胴体左側下部を損傷、機体下部に大きなダメージが残った[8]。
- ターキッシュ エアラインズ6491便墜落事故 - 2017年1月16日、キルギスビシュケクのマナス国際空港に着陸中のB747-412F（機体記号TC-MCL）が墜落した事故。乗員4人全員と地上にいた33人が死亡した[9]。